# Rosoideae
Sous-famille
Classification APG III (2009)
La sous-famille des Rosoideae comprend de nombreux arbustes et arbrisseaux et des plantes herbacées vivaces, dont certaines sont cultivées pour leurs fruits, comme les fraisiers et les framboisiers ou pour leurs fleurs (rosiers). On y trouve également quelques espèces herbacées annuelles.
Cette sous-famille se caractérise notamment par les fruits en akènes ou en drupéoles, et par un nombre chromosomique de base n=7.
La délimitation des Rosoideae n'est pas encore totalement arrêtée. Des recherches génétiques récentes  (par ex. Eriksson et al., 2003) ont entraîné divers changements au niveau des genres, notamment le retrait de certains genres comme Cercocarpus, Cowania, Dryas, Purshia, précédemment rangés dans cette sous-famille. D'autres recherches sont en cours.

## Liste des tribus
Selon NCBI (9 mars 2016) :
- tribu Colurieae
- tribu Potentilleae
- tribu Roseae
- tribu Sanguisorbeae

Selon Angiosperm Phylogeny Website (7 novembre 2023) :
- Colurieae
- Potentilleae
- Roseae
- Rubeae
- Sanguisorbeae
- Ulmarieae

## Liste des genres
- Acaena
- Agrimonia
- Aphanes
- Aremonia
- Argentina
- Bencomia
- Cliffortia
- Comarum
- Dasiphora
- Dendriopoterium
- Drymocallis
- Duchesnea
- Filipendula
- Fragaria - dont les fraisiers
- Geum
- Hagenia
- Horkelia
- Horkeliella
- Ivesia
- Kerria
- Leucosidea
- Marcetella
- Margyricarpus
- Polylepis
- Potentilla
- Poterium
- Purpusia
- Rhodotypos
- Rosa - rosier
- Rubus
- Sanguisorba
- Sarcopoterium
- Sibbaldianthe
- Sibbaldiopsis
- Spenceria
- Stellariopsis
- Tetraglochin
- Waldsteinia